# 福井県道258号トリムパークかなづ線
福井県道258号トリムパークかなづ線（ふくいけんどう258ごう トリムパークかなづせん）は福井県あわら市に終始する主要地方道とスポーツ施設を結ぶ一般県道である。

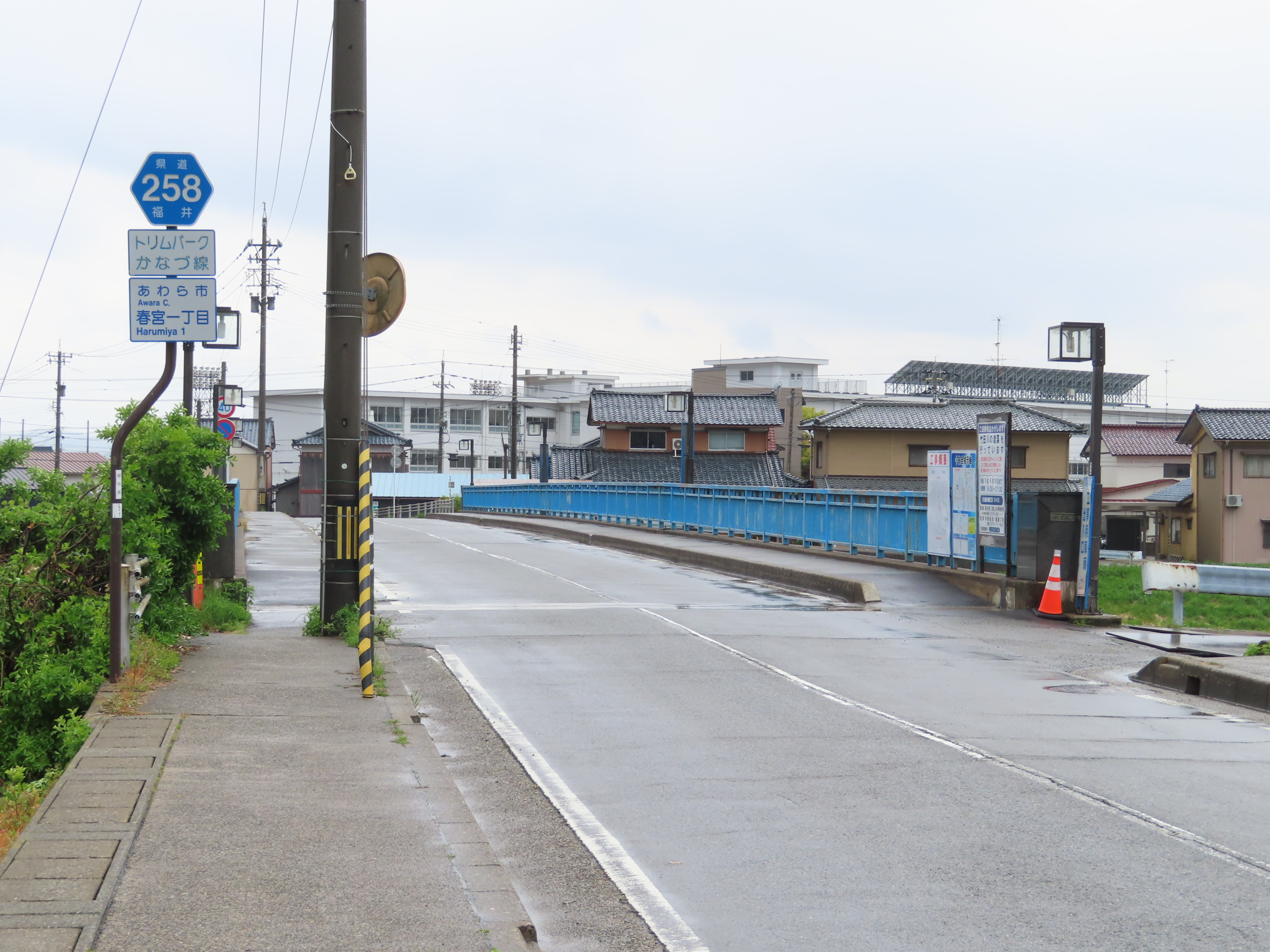
あわら市春宮1丁目（2023年4月）

## 路線概要
起点に在るトリムパークかなづへのアクセスを担う路線である。起点側に目立った集落も無いので、ほぼ完全に上記の役割のみを全うする道路である。主要地方道や芦原温泉駅の停車場線と接続することもあり、スポーツイベントなどの際には重要な道路となる路線である。

### 路線データ
- 起点：福井県あわら市山室
- 終点：同市馬場

## 道路状況
起点から暫くは片側1車線の確保された快走路であるが、福井県道123号との重複区間を過ぎるとセンターラインの無い2車線程度の道が続き、終点が近づくと片側1車線の確保された道路となる。普段はジムやプールなどの利用客のみしか通行しないが、サッカーやテニスなどの大会が行われる際には、混雑することもある。
現状屈曲かつ一部が重複区間となっている菅野 - 市姫一丁目の直通化が2023年に事業化されており、完成すれば終点から芦原温泉駅至近の春宮1丁目交差点を経ずにトリムパークかなづへ向かうことができるようになる。

## 接続路線
- 福井県道123号芦原温泉停車場北野線（あわら市菅野 -＜重複＞ - 同市春宮一丁目・春宮1丁目交差点 ）
- 福井県道9号芦原丸岡線・福井県道257号坂井金津線（あわら市市姫一丁目・榛ノ木原交差点）
- 福井県道29号福井金津線（あわら市大溝二丁目・馬場交差点、終点）

## 沿線
- トリムパークかなづ
- 福井県立金津高等学校
- あわら市金津中学校